# أنقليس ثعباني منمق
أنقليس ثعباني منمق (الاسم العلمي: Ophichthus regius) هو نوع من الأسماك، يتبع فصيلة الأنقليس الثعباني.